# Mary Rose

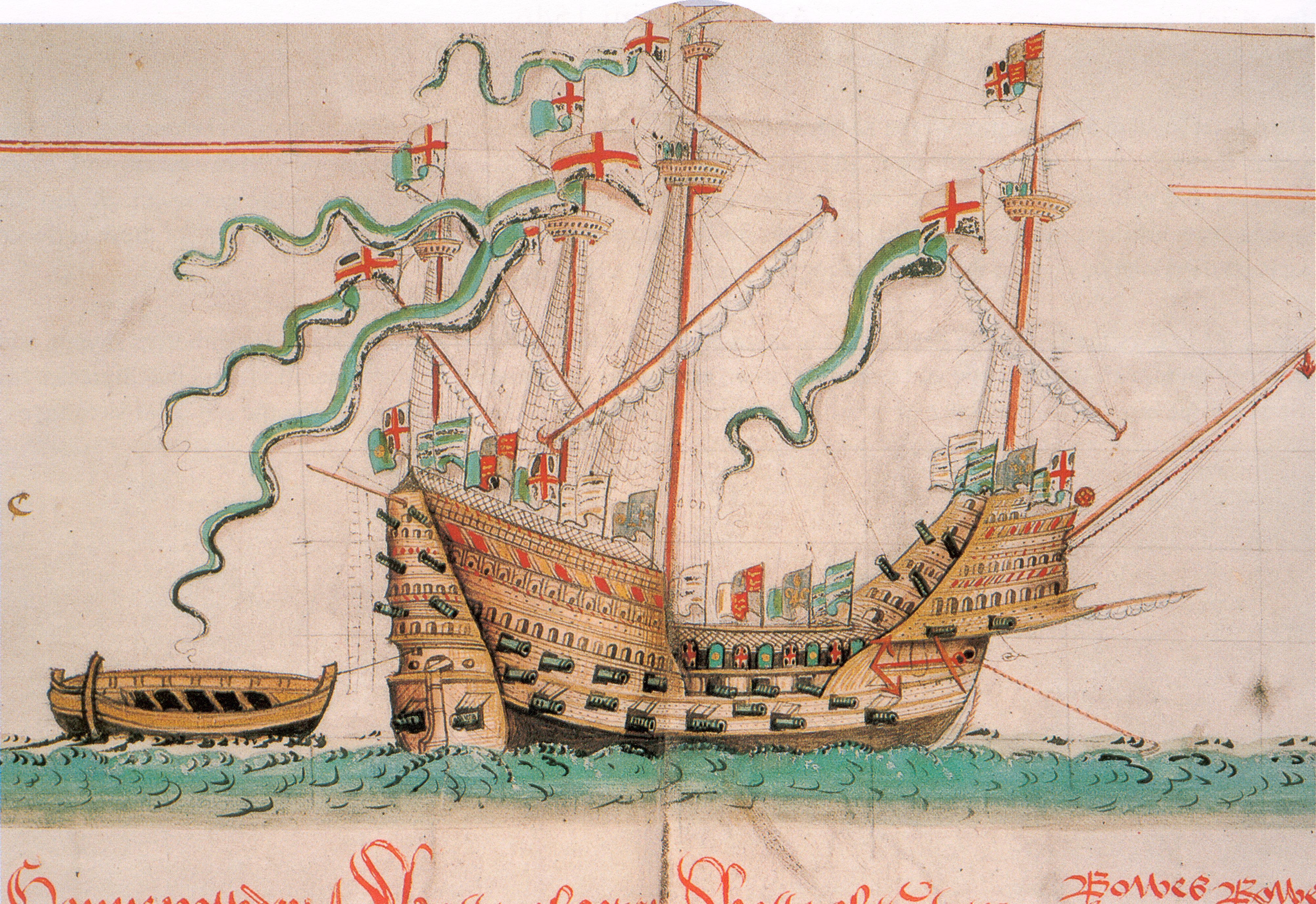
Mary Rose

Mary Rose byla karaka postavená v Portsmouthu v letech 1509-1511 jako součást zbrojního programu Jindřicha VIII. Loď byla několikrát přestavována včetně roku 1536, kdy byla upravena tak, aby mohla nést těžká děla. Zúčastnila se několika vojenských výprav a osvědčila se jako úspěšná válečná loď.
Rok poté, co Angličané dobyli Boulogne (1544), vyslali do Portsmouthu svou invazní flotilu Francouzi. 19. července 1545 vyplula Mary Rose, jako součást anglického loďstva, do své poslední bitvy. Během snahy o odražení invaze se Mary Rose pod náporem větru převrátila a se 415 muži na palubě se 2 km od portsmouthského přístavu potopila.
11. října 1982 byl vrak Mary Rose po více než 400 letech vyzdvižen z mořského dna. Dnes je vystaven ve speciálním muzeu v Portsmouthu.

## Konstrukce lodi
Po ztroskotání lodi se její pravobok zabořil do bahna na dně moře. Zbytek trupu neodolal dlouhodobému působení mořských živočichů a silným mořským proudům a časem se rozpadl.
Loď byla postavena z dubového dřeva a její kýl z jilmu. Původně byla Mary Rose 45 metrů dlouhá, 11,66 metru široká a vážila 700 tun, měla 4 stěžně, přičemž ten nejvyšší měřil 40 metrů. Na dně lodi byla podélná výztuha, ke které byl upevněn hlavní stěžeň. Tento spodní prostor sloužil k uskladnění zásob a zátěže. Byla sem též vestavěna kuchyně.
Hned nad nákladovým prostorem byl orlop, tj. nejnižší paluba, jež také sloužila k uskladnění zásob. Zde potápěči nalezli luky se šípy a truhly s osobními věcmi členů posádky.
Dále následovala hlavní paluba, kde byla umístěna děla. Na každé straně jich bylo sedm, šest z nich bylo nalezeno nabitých a připravených k palbě. Podle nalezených nástrojů a lékařského náčiní se dá usuzovat, že na této palubě měli svou kajutu též truhlář a ranhojič.
Nad hlavní palubou byla vrchní paluba, kde byla také umístěna děla. Střední část této paluby byla nekrytá. Lodě v 16. století se používaly jako „plovoucí hrady“.
Na lodi byly nalezeny důkazy o existenci ochranné sítě, která měla zabránit nalodění nepřítele. Tato síť se však stala osudnou posádce samotné Mary Rose ve chvíli, kdy se loď začala potápět.